# 平凡表示
在數學裡，尤其是在群表示理論裡，一個群的表示若被稱為是一個平凡表示的話，則表示它是被定義在一個體K上的一維向量空間V，且所有於G內的元素g都會以單位映射作用在V上。對於任何一種此類的V，這種表示都會存在著，且在K上的任何兩種此類的表示也都會是等價的。
儘管平凡表示的建構模式使得它看起來像是多餘的，但它確實是這個理論的一個很基本的物件。例如說，當一個子表示會等價於一個平凡表示，即表示其是由不變向量所構成的。因此找尋此類的子表示便成了不變量理論所研究的所有课題了。
平凡特徵是指會將所有群元素的值都取為1的特徵。